# Glasgow, Illinois
Glasgow är en ort i Scott County i delstaten Illinois, USA.